# Rietzer Grieskogel
Rietzer Grieskogel är ett berg i Österrike.   Det ligger i distriktet Innsbruck-Land och förbundslandet Tyrolen, i den västra delen av landet, 400 km väster om huvudstaden Wien. Toppen på Rietzer Grieskogel är 2 884 meter över havet, eller 863 meter över den omgivande terrängen. Bredden vid basen är 16,3 km.
Terrängen runt Rietzer Grieskogel är bergig österut, men västerut är den kuperad. Närmaste större samhälle är Telfs, 6,3 km norr om Rietzer Grieskogel. 
I omgivningarna runt Rietzer Grieskogel växer i huvudsak barrskog. Runt Rietzer Grieskogel är det ganska tätbefolkat, med 80 invånare per kvadratkilometer.